# عفصديق
عفصديق هي قرية لبنانية من قرى قضاء الكورة في محافظة الشمال.